# Berthier (fucile)
Con il nome Berthier si identifica comunemente una famiglia di carabine e fucili a otturatore girevole-scorrevole utilizzati dall'esercito francese dagli anni novanta dell'Ottocento alla seconda guerra mondiale. Dopo la Grande guerra, le carabine a 5 colpi rimasero in dotazione alla Legione straniera francese ed alle truppe coloniali, inclusi gli spahis marocchini. Alcune unità antisommossa, come le Compagnie républicaine de sécurité (CRS), utilizzarono le carabine fino agli anni sessanta. L'arma fu ideata da un ingegnere delle ferrovie algerine, Émile Berthier, e il primo modello ad essere adottato (14 marzo 1890) fu una carabina corta per truppe a cavallo. La documentazione francese indica le manifatture nazionali francesi produssero, con l'assistenza non indifferente delle industrie civili, oltre 2.000.000 di armi appartenenti alla famiglia Berthier.

## Storia

### Genesi dell'arma
Nel 1887 il Comité de l'Artillerie, presieduto da generale de Galliffet, decise di sperimentare una versione carabina del fucile d'ordinanza Lebel Mle 1886 che rispettasse i seguenti requisiti: stessa munizione da 8 × 50 mm R Lebel, caricatore interno da 5 o più colpi e un peso totale non superiore ai 3,6 kg. Quest'arma avrebbe dovuto sostituire le varie carabine derivate dall'ormai obsoleto Gras Mle 1874, ancora in dotazione a cavalleria, artiglieria e gendarmeria anche dopo l'introduzione del Lebel, considerato ormai troppo pesante e lento da ricaricare a dorso di cavallo. Il prototipo approntato dall'Ecole Normale de Tir non risultò soddisfacente, in quanto l'accorciamento del Lebel portava inevitabilmente ad una riduzione del caricatore, trattandosi quest'ultimo di un tubo situato proprio sotto la canna all'interno della calciatura.
Il 10 giugno 1887 l'ingegnere meccanico Émile Berthier, all'epoca dipendente de Bureau des Chemins de Fer Algériens, propose al Comité de l'Artillerie ed alla Section Technique de l'Armement (STA) la sua idea di trasformare il fucile Lebel in un'arma basata sul sistema di caricamente tramite clip en-bloc Mannlicher. Una modifica così radicale dell'impostazione del Lebel non fu accolta con gradimento dalla commissioni che però alla fine si piegarono e permisero a Berthier di realizzare un fucile da testare l'anno successivo.
I due prototipi furono assemblati nel 1888 dallo Atelier de Construction de Puteaux (APX), e presero i nomi provvisori di Berthier-Boitier N°1 (spesso noto anche come Lee-Mannlicher-Berthier) e Berthier-Boitier N°1/bis. Testati a dicembre dello stesso anno (dopo la risoluzione di alcuni problemi minori) le armi si dimostrarono nettamente superiori al Lebel tanto in affidabilità quanto in cadenza di tiro, impressionando molto positivamente le commissioni tecniche della Armée. L'ingegnere ottenne così un altro anno di tempo per raffinare il progetto e risolvere gli ultimi problemi, con l'obbligo però di realizzare due diverse versioni dell'arma che sarebbero state destinate a cavalleria e artiglieria.

### Carabine de Cavalerie Mle1890

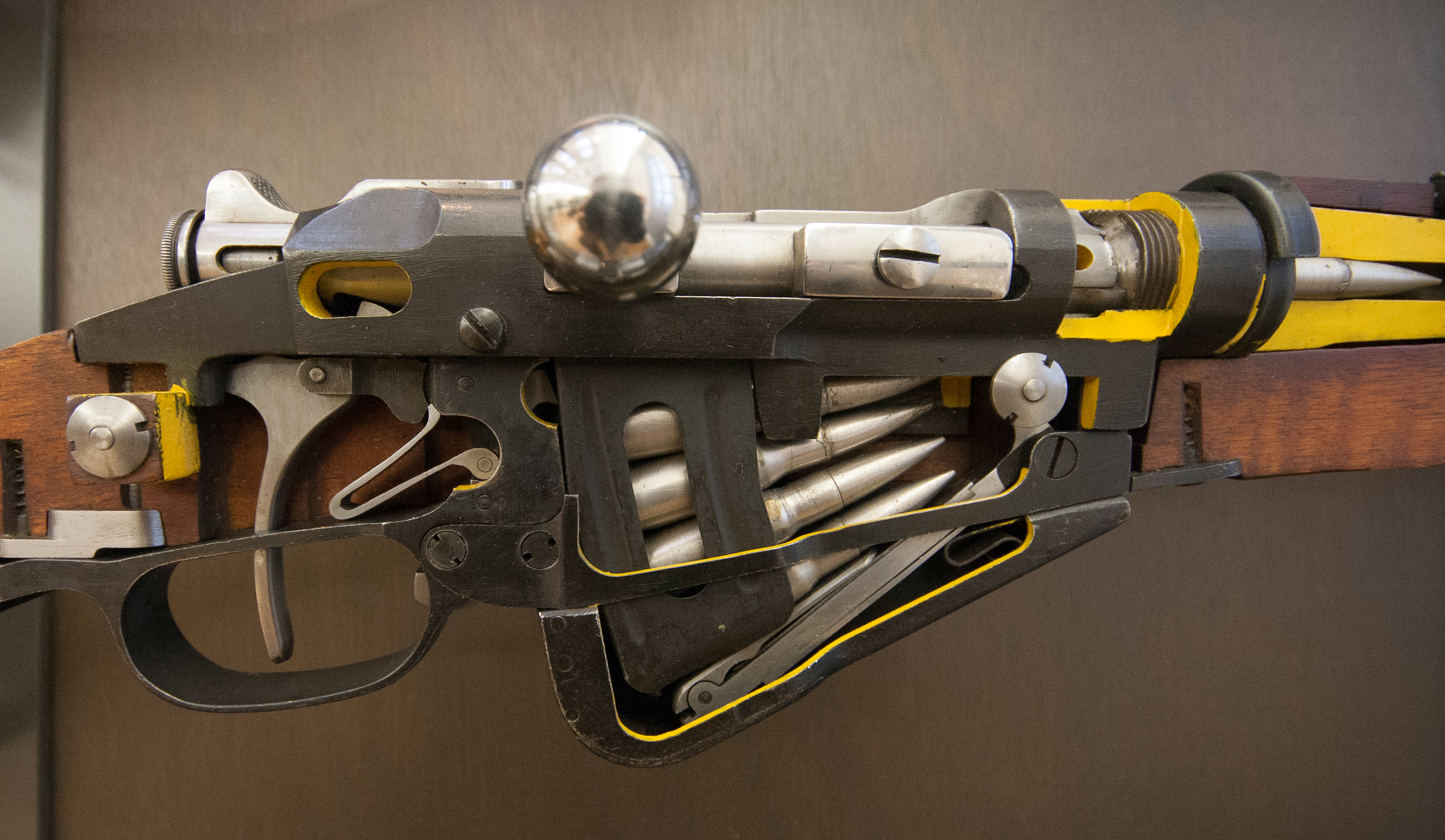
Spaccato esposto al Museo della MAS

Il 1890 iniziò con la notizia dell'adozione da parte della cavalleria tedesca del nuovo Karabiner 1888. I vertici francesi fecero pressione (28 febbraio 1890) perché l'adozione del Berthier avvenisse nel tempo più breve possibile. A questo stadio, l'arma presentava però un caricatore a tre colpi (che si rivelerà proprio la sua debolezza più grande quando rapportata a tutti gli altri fucili del periodo che presentavano 5 colpi o addirittura 10 come il Lee-Enfield britannico). Come riportato durante i test, due versioni diverse vennero adottate per due corpi diversi.
- Carabine de Cavalerie Mle 1890: la versione principale (poi rinominata Carabine del Cavalerie Mle 1890 Type 1er) destinata alla cavalleria della Armée de terre, adottata il 14 marzo 1890, priva di baionetta. Con una lunghezza totale di 945 mm e un peso di appena 3 kg l'arma si dimostrò estremamente comoda da imbracciare in sella[6]. La canna da 453 mm[6] era fissata tramite due fascette alla calciatura che, priva di copricanna, si estendeva fino a 45 mm dalla volata ed aveva una scanalatura sul fianco sinistro che accoglieva la bacchetta nettatoia. Un anello sul lato sinistro della fascetta posteriore ed una maglietta sul bordo inferiore della pala del calcio consentivano l'aggancio della bandoliera e l'agevole trasporto a tracolla del cavaliere. La capacità dell'arma era ridotto a soli tre colpi perché un caricatore più capiente sarebbe sporto troppo fuori dal profilo della cassa, interferendo con i vari equipaggiamenti trasportati dalla cavalleria. La versione per cavalleria e corazzieri non era dotata di attacco per la baionetta, in quanto all'epoca lance, sciabole e spade costituivano ancora l'armamento primario delle truppe montate[2][3] che dunque non avrebbero trovato giovamento dall'uso di una baionetta. Si stima che tra novembre 1890 ed il 1904 siano stati prodotti circa 200.000 esemplari di Mle 1890 presso le fabbriche armiere statali Manufacture d'armes de Saint-Étienne  (MAS) e Manufacture d'armes de Châtellerault (MAC)[2]. Solamente dopo l'introduzione in servizio emerse che la maglietta e l'anello di aggancio della bandoliera non erano adatte al trasporto a cavallo del fucile a tracolla, dato che danneggiavano le uniformi e le spalle dei soldati. Il 30 maggio 1894 il Ministero della Guerra decise di modificare l'attacco per ottenere una migliore posizione di trasporto. La maglietta venne sostituita da una barretta metallica lunga 6 cm posta a ponte su un intaglio su lato sinistro della pala del calcio, mentre l'anello sulla prima fascetta veniva sostituito da una maglietta fissa. Questa nuova versione venne adottata ufficialmente dalla Armée il 25 marzo 1895 e, per distinguerla dal primo modello, venne denominata Carabine de Cavalerie Mle 1890 (2ème Type). La maggior parte delle carabine esistenti venne riconsegnata agli arsenali e aggiornata al nuovo standard[2].
- Carabine de Cuirassier Mle 1890: variante destinata ai reggimenti di corazzieri. Si distingueva unicamente per la mancanza del poggiaguancia sulla calciatura, per consentire al corazziere l'allineamento delle mire indossando l'elmo con cresta Casque Mle 1874, con i suoi ingombranti paraguancia. Inoltre il calciolo era in cuoio invece che in metallo, fissato da tre viti in ottone, in modo che quando il corazziere indossava la corazza pettorale l'arma non scivolasse via per il rinculo e non danneggiasse la piastra stessa. Questa versione pesava 2,98 kg con una lunghezza di 945 mm e una canna da 453 mm[6]. La produzione stimata è di soli 20.000 pezzi, tutti prodotti nel 1891 dalla MAC[2][3].
- Carabine de Gendarmerie Mle 1890: variante del modello da cavalleria, dalla quale differiva unicamente per la fascetta anteriore. La calciatura era accorciata e la fascetta arretrata a 114 mm dalla volata; il bocchino era modificato con l'attacco della sciabola-baionetta Epée-Baïonnette Mle 1890. I numeri esatti di produzione non sono noti, ma stime piuttosto attendibili parlano di circa 50.000 pezzi prodotti tra il 1891 e il 1893[2][3].
- Mousqueton d'Artillerie Mle 1892: variante realizzate per gli artiglieri, che necessitavano di un'arma per difendersi combattimento ravvicinato ma che non fosse troppo ingombrante e intralciante. Questa variante era del tutto identica alla Carabine de Gendarmerie dalla quale differiva soltanto per la sciabola-baionetta che inastava, la Sabre-Baïonnette Mle 1892[7]. La versione entrò in produzione il 30 agosto 1892 e venne distribuita, oltre che agli artiglieri, anche a genieri, mitraglieri e altri corpi specializzati. Anche la Marine nationale adottò questo moschetto per la propria fanteria (Fusiliers Marins). La MAS produsse 300.000 pezzi dal 1892 al 1915, mentre la MAC arrivò a 375.000 ma in un periodo più lungo dal 1892 al 1917[2][8]. Il 10 gennaio 1902 un decreto ministeriale introdusse una modifica per le armi destinate ai soldati delle batterie di artiglieria da montagna. Ai Mle 1892 di serie veniva semplicemente sostituita la fascetta anteriore originale con una dotata, sul lato destro, di un gancio curvo che consentiva di impilare i moschetti in fasci per lunghi periodi nei campi d'alta quota[2].

### Fusil de Tirailleur Indochinois Mle1902
Il moschetto da artiglieria Mle 1892 venne distribuito anche ai Tirailleurs Indochinois, truppe coloniali dell'Indocina francese. Tuttavia, poiché il rinculo di queste armi risultò troppo violento per questi soldati di etnia annamita, tonchinese e cambogiana (ovvero di bassa statura), si pensò di derivare dalle carabine Berthier un fucile (comunque più corto dei normali Lebel), perfetto per i soldati coloniali indocinesi. Il Fusil de Tirailleur Indochinois Mle 1902, adottato ufficialmente il 22 maggio 1902, era lungo 1.126 mm, con una canna da 633 mm, e pesava 3,26 kg. L'arma era essenzialmente una versione in scala aumentata del Mosqueton d'Artillerie Mle 1892. Le modifiche riguardarono l'introduzione di un rinforzo in metallo sulla calciatura dietro al castello per prevenire crepe e rotture vicino all'impugnatura, un problema che avevano colpito frequentemente i Mle 1892 in servizio in Indocina, a causa delle condizioni di estrema umidità ambientale. Inoltre la fascetta anteriore venne dotata di un gancio curvo per l'impilamento sul lato destro. L'arma inastava la Epée-Baïonnette Mle 1902, identica ed intercambiabile con la Mle 1890 della Carabine de Gedarmerie. Questa versione (circa 32.500 pezzi) fu prodotta esclusivamente dalla MAC.
Il sistema di mira era costituito da una tacca fissa a 250 m, un alzo a ritto e cursore tarato da 400 a 800 m, fogliette a 900, 1.900 e 2.000 m. Queste mire erano tarate per la balistica della Cartouche à Balle Ordinaire Mle 1886 M, ma a partire dal 1909 questa venne sostituita dalla nuova Cartouche Mle 1886 à Balle D, con palla in ottone lavorato al tornio, tipo spitzer a coda rastremata. La diversa balistica del nuovo proietto richiese la modifica delle mire e la soluzione più semplice e veloce fu quella di ritarare le vecchie spostando le tacche dell'alzo.

### Fusil Colonial Mle1907
Le truppe delle colonie francesi dell'Africa occidentale (AOF) e equatoriale (AEF) usavano ancora il classico Lebel 1886/93. Visto il successo del Mle 1902, la Armée decise stavolta di derivare dalle carabine Berthier anche un fucile a lunghezza standard, adatto alla statura normale di questi soldati. Inspection Permanente des Fabrications d’Artillerie, la MAC e la STA lavorarono al progetto a partire dal 1904 e il fucile venne adottato il 9 agosto 1907 come Fusil de Tirailleur Sénégalais Mle 1907. Quando nel 1908 si deciso di distribuirlo indifferentemente a tutte le truppe coloniali, ad esclusione di quelle indocinesi, con un decreto del 6 giugno il fucile ottenne la nuova denominazione (più generica) Fusil Colonial Mle 1907 e dal 19 giugno si cominciò a distribuirlo ai soldati.
Il fucile era lungo 1.306 mm, con una canna di 803 mm ed un peso di 3,82 kg. Anche questa versione aveva il gancio di impilamento curvo ma venne eliminata la bacchetta nettatoia, che veniva trasportata separatamente. Per la sua produzione fu usata una canna identica a quella del Lebel 1886/93, con gli stessi organi di mira anteriore e posteriore e lo stesso diametro esterno alla volata: data l'accoppiatura con fascette (e quindi attacco baionetta) tipo Berthier, il fucile non poteva montare la baionetta del Lebel ma richiese lo sviluppo di una baionetta dedicata, la Epée-Baïonnette Mle 1907. Questo modello fu fin da subito piagato da malfunzionamenti e rotture dovute all'impiego in aree caratterizzate dall'alternarsi di alta umidità e zone desertiche. Il Mle 1907 venne prodotto dalla sola MAC in meno di 25.000 pezzi.
- Fusil d'Infanterie Mle 1907/15. Nel secondo anno della Grande Guerra il fronte occidentale si era ormai stabilizzato in una immensa linea di trincee dalle coste del Belgio alle Alpi svizzere. Le truppe di cavalleria combattevano smontate nelle trincee e le varie Carabine Mle 1890 iniziarono ad essere riconvertite in Mosqueton d'Artillerie Mle 1892, con l'accorciamento della calciatura e l'introduzione dell'attacco per la baionetta; la carabina per corazzieri riceveva invece direttamente la cassa del moschetto con poggiaguancia, pur conservando il poggiaspalla in cuoio[2][7]. La Francia aveva sofferto perdite impressionanti di uomini e materiali e pur riuscendo a fermare i tedeschi alle porte di Parigi e a vincere la prima battaglia della Marna, il paese era quasi in ginocchio. L'esercito era disperatamente a corto di armi per equipaggiare i rimpiazzi delle decine di migliaia di caduti alla fine del 1914. In novembre il Ministero della Guerra decise l'urgente produzione di massa di un'arma basata sul sistema Berthier, incaricando la MAC del progetto. La soluzione trovata dall'azienda fu quella di usare l'esistente Fusil Colonial Mle 1907 ed avviarne immediatamente la produzione di massa con il minor numero possibile di modifiche. Il nuovo modello, denominato Fusil d'Infanterie Mle 1907/15, fu adottato il 26 febbraio 1915[2][7]. L'arma era pressoché identica al Mle 1907 coloniale tranne che per i seguenti particolari: la fascetta anteriore venne ridisegnata con una base semicircolare, con un gancio di impilamento dritto con estremità sferica; il mirino anteriore a lama venne sostituito da uno squadrato con tacca a V. I primi 80.000 esemplari avevano il manubrio dell'otturatore piegato, successivamente sostituito da un manubrio rinforzato dritto, con manopola terminale sferica, più semplice da aprire in combattimento[2][10].

### Prima guerra mondiale: l'anno 1916
Mentre la produzione del Mle 1907/15 era ormai avviata, il sottotenente Vibert e il controllore generale principale Chossé della MAC iniziarono a lavorare ad un Berthier modificato per portarne il caricatore a 5 colpi come il rivale Gewehr 1888. Dopo una serie di test sui vari modelli di fucile e carabina esistenti, il progetto di Vibert venne approvato il 28 novembre dal Comandante Joseph Joffre. Tuttavia, la produzione dei due modelli iniziò solo nel tardo 1917 e il rimpiazzo dei vecchi modelli procedette con tale lentezza che alla fine della guerra (11 novembre 1918) solo una minima parte di Berthier a 3 colpi erano stati adattati al nuovo standard. Fu solo dopo il conflitto che la gran parte dei Berthier fu modificata con il caricatore a 5 colpi.
- Fusil d'Infanterie Mle 1907/15 M16: esattamente identico al Mle 1907/15 già in produzione, l'unica differenza era costituita dal caricatore più capiente (5 colpi) e dal copricanna più lungo (che obbligò ad aumentare il diametro della fascetta posteriore). Grazie alla forma conica della Cartouche Mle 1886 à Balle D, il nuovo caricatore era più spesso e profondo nella parte posteriore e sporgeva sensibilmente al di sotto del profilo della calciatura in legno. Il caricatore manteneva inferiormente la finestra di espulsione delle piastrine esaurite. Nessuno aveva considerato le condizioni di combattimento nelle trincee, dove l'apertura sul fondo dell'arma lasciava entrare fango e detriti con estrema facilità, pregiudicando spesso il funzionamento corretto dell'arma. Il problema fu risolto ingegnosamente con l'installazione di uno sportello a molla che si apriva manualmente o semplicemente forzando una nuova clip en-bloc nell'arma. Tutte queste modifiche portavano il peso del nuovo fucile a 4,19 kg[2][10].
- Mousqueton d'Artillerie Mle 1892 M16: prodotti a partire dall'ottobre 1917, questi fucili erano identici ai Mle 1892, senza copricanna e con maglietta portacinghia sul bordo inferiore della pala del calcio, ma con l'aggiunta del nuovo caricatore da 5 colpi. Da dicembre 1917 venne installato un copricanna, con fascetta posteriore ingrandita, e la maglietta venne sostituita da un traversino passante sopra uno scavo nel lato sinistro della pala del calcio[2]. Il peso dell'arma saliva così a 3,25 kg[6].
- Fusil de Tirailleur Indochinois Mle 1902 M16: a partire dal 1920 i vertici della Armée si stavano arrovellando su come poter rimpiazzare quelle armi perse dai combattenti delle forze coloniali in Indocina. La decisione più ovvia fu quella di produrre il Mle 1902 con il nuovo sistema Berthier a 5 colpi. La produzione totale di questa variante ammonta a circa 15.250 pezzi[2].

### Fusil d'Infanterie Mle1907/15 M34
Negli anni Venti l'Armée aveva sostituito il problematico Mle 1915 CSRG "Chauchat" con la più moderna e affidabile MAC 24/29, camerata per la nuova munizione 7,5 × 54 mm MAS. A partire dal 1927 iniziò quindi la conversione verso la nuova cartuccia di un primo lotto di 5.000 Lebel Mle 1886/27, tuttavia ci si rese conto che un simile processo avrebbe richiesto modifiche radicali con conseguenti spese esorbitanti, e i vertici militari decisero che fosse più facile ed economico convertire il Mle 1907/15 ad un nuovo standard.
Nel 1932 sia la MAC che la Manufacture d'armes de Tulle (MAT) iniziarono la conversione delle armi nel nuovo Fusil d'Infanterie Mle 1907/15 M34, entrato in servizio all'inizio del 1934. Le principali modifiche furono un nuovo caricatore bifilare da 5 colpi alimentato tramite stripper clip Mauser (quindi con fondo chiuso senza l'uscita per la clip Mannlicher), una nuova canna da 570 mm per i proiettili 7,5 mm, un alzo a quadrante da 200 a 900 m adattato alla nuova munizione in uso, un nuovo otturatore (con estrattore mobile) per l'utilizzo della nuova munizione non flangiata e un copricanna con fascetta posteriore.
L'arma così ottenuta era lunga 1.080 mm e pesava 3,68 kg. Tra il 1934 e il 1939 furono convertite circa 65.000 armi. Allo scoppio della seconda guerra mondiale la stragrande maggioranza (oltre il 90%) delle truppe francesi stanziate sulla Linea Maginot era armata con fucili o carabine Berthier.

### Fusil de Tirailleur Indochinois Mle1902 M37
Negli anni precedenti la seconda guerra mondiale anche un piccolo numero di Mle 1902 venne convertito per accettare la nuova munizione da 7,5 mm. Questi Fusil de Tirailleur Indochinois Mle 1902 M37, modificati dalla MAS con il nuovo caricatore tipo Mauser, andarono quasi tutti distrutti durante la seconda guerra mondiale.

### Seconda guerra mondiale: un'arma in declino
Nonostante l'esercito francese avesse adottato il fucile a otturatore girevole scorrevole MAS 36, alla mobilitazione del 1940 le forze francesi non disponevano di un numero sufficiente di questi nuovi fucili. Le carabine ed i fucili, sia in calibro 8 mm che in 7,5 mm, rimasero quindi in servizio e nel 1940 furono usati sia nella campagna di Francia che in quella di Norvegia.
I tedeschi impiegarono i Berthier di preda bellica, assegnandoli soprattutto alle unità a presidio del Vallo Atlantico. Alcune armi andarono alle unità anti-partigiani sul fronte orientale.

### Il dopoguerra
Dopo la Seconda guerra mondiale, la maggior parte dei Berthier venne ritirata dalle unità di prima linea dell'esercito, mentre continuò ad armare le unità coloniali e le forze di riserva: le carabine a 5 colpi Mle 1890 M16 e Mle 1892 M16 continuarono ad equipaggiare la Legione straniera francese, le unità di fanteria e cavalleria coloniali, quali gli spahis, la cavalleria motorizzata e le guardie di frontiera. In alcune unità antisommossa, come le Compagnie républicaine de sécurité della Police nationale, le carabine furono usate fino agli anni '80.
Dopo la guerra d'Algeria e l'indipendenza del paese, le armi Berthier passarono in dotazione alla Gendarmerie nationale. Come arma lunga furono presto sostituiti dai MAS 36, ma rimasero in servizio come arma antisommossa, dove venivano usati come armi contundenti e non come armi da fuoco. Nel 1999 gli ultimi Berthier furono definitivamente dismessi in favore di manganelli in legno.
La Turchia, nel dopoguerra, si ritrovò con circa 10.000 fucili Berthier nei propri arsenali, ottenuti come prede belliche della prima guerra mondiale o recuperate nel periodo interbellico. Il paese disponeva di un ingente patrimonio boschivo, oggetto di un selvaggio sfruttamento abusivo (soprattutto del pregiato noce del Caucaso) e nel 1948 il Ministero delle Foreste e delle Acque (Orman ve Su İşleri Bakanlığı) costituì un corpo di circa 5.000 guardie forestali a difesa del patrimonio boschivo, che fu equipaggiato con i Berthier, in servizio attivo fino agli anni '80.
L'arma ebbe una buona diffusione anche tra le forze irregolari. Fu usato dalle forze arabe nella guerra del 1948, paradossalmente contro lo storico rivale Karabiner 98k usato dall'Haganah. Venne impiegato anche da altri movimenti di guerriglia, come in Algeria, o nei vari conflitti dell'Africa subsahariana fino a tutti gli anni '50.

## Produzione
Alla fine della guerra la produzione del nuovo fucile aveva raggiunto i 2.387.541 esemplari. La MAC e la MAS da sole non riuscivano a soddisfare la domanda e quindi a diverse aziende private furono assegnati contratti per la produzione di componenti o di armi complete.
Le aziende coinvolte in vario modo erano le seguenti:
- Manufacture d'Armes de Saint-Étienne (MAS)
- Manufacture d'Armes de Châtellerault (MAC)
- Delaunay-Belleville
- Continsouza
- Atelier Bariquand et Marre
- Société des Automobiles Brasier
- Chenard & Walcker
- Bliss & Cie
- Cohendet & Cie
- R. Cornely & Cie
- Darracq & Cie
- L. Delage & Cie
- Delahaye & Cie
- Lorraine-Dietrich
- Dion-Bouton
- Gaumont
- M. Guinard
- Gaston Johnson
- Malicet & Blin
- Manufacture d'Etampage et de ferrure du Nord-Est
- Manufacture Parisienne d'Armes et de Mécanique Générale
- F. Marinier
- Panhard & Levassor
- Pathé Frère
- Peugeot
- Victor Pouzet
- Renault
- Compagnie Française pour l'Exploitation des Procédés Thomson-Houston
- Unic
- Vibert-Truchon & Cie
- M. Zavattero Frères
- Boulland
- Dacheux Frères
- Villeboeuf & Ladreyt
- L. Chambon
- Clément-Bayard
- Avis & Co.
- Remington Arms
- Et.ts Contirsouza

## Utilizzatori
- Francia: impiegato da svariati reparti di ogni tipo fino alla fine della Seconda guerra mondiale. Gli utilizzatori principali furono l'Armée de terre[2], la Marine nationale[2], la Gendarmerie nationale[2], la Resistenza "Maquis"[6], l'esercito della Francia libera[6] e nello schieramento opposto le forze della Francia di Vichy[6].
- Impero russo
- Stati Uniti: usato dalla 93rd Infantry Division, un'unità di colore dell'American Expeditionary Forces sotto il diretto comando francese.
- Polonia: alcune decine di migliaia di fucili e carabine fornite all'Armata Blu seguirono i polacchi in patria, equipaggiando quasi interamente il I ed il II Corpo d'armata dell'esercito polacco[6].
- Grecia: 10.000 fucili Mle 1907/15 M16 e carabine Mle 1892/16 ceduti all'esercito greco dalle forze francesi del Peloponneso[6].
- Regno di Serbia
- Turchia: tra 3.000 e 10.000 pezzi di preda bellica della prima guerra mondiale e del periodo interbellico; nel 1948 furono assegnati alle guardie del Ministero delle Foreste e delle Acque (Orman ve Su İşleri Bakanlığı), rimanendo in servizio fino agli anni ottanta[6].
- Algeria: fucili trasferiti alla Gendarmerie nationale dopo la guerra; presto sostituiti come arma lunga dai MAS 36, rimasero in servizio come arma antisommossa, impiegato come una clava. Nel 1999 furono definitivamente dismessi in favore di manganelli in legno[6].
- Germania: dopo l'armistizio di Compiègne del 1940 la Wehrmacht catturò ingenti quantità di fucili Berthier all'esercito francese, ai quali si aggiunsero quelli catturati a polacchi, jugoslavi e greci. La denominazione tedesca prevedeva una lettera (nel caso in esame K sta per Karabiner e G per Gewehr) e un numero (solitamente progressivo o attribuito per convenzione secondo regole specifiche) e una lettera tra parentesi che identificava il paese di provenienza dell'arma (nel nostro caso f sta per französisch mentre g sta per griechisch)[6]:
  - K 551(f): Mle 1890
  - K 552(f): Mle 1892
  - K 553(f): Mle 1892/16
  - G 302(f): Mle 1907/15
  - G 304(f): Mle 1907/15 M16
  - G 241(f): Mle 1907/15 M34
  - K 502(g): Mle 1892

Italia. Numerosi Moschetti Berthier furono acquisiti dal Regio Esercito e destinati ai reparti territoriali e costieri tra il 1940 e il 1943.